# Minkaf A
Minkaf A ("Min ga je podigao") je bio princ drevnoga Egipta, a živio je tijekom 4. dinastije. Bio je sin faraona Kufua. Također, bio je prastric Minkafa B.

## Životopis
Minkaf je bio sin Kufua i njegove polusestre Henutsen. Imao je naslov "najstariji kraljev sin od njegova tijela" jer je bio najstariji Henutsenin sin, premda nije bio Kufuovo najstarije muško dijete. Minkaf je imao dvojicu mlađe braće - Kafru i Kufukafa, a bio je i polubrat Džedefre, Kufuovog nasljednika. 
Po zanimanju je Minkaf bio vezir. Nije bila rijetkost da prinčevi budu veziri ili svećenici. Bio je oženjen i imao je sina.
Minkaf je umro tijekom vladavine Džedefre, a pokopan je u mastabi G 7430-7440 u Gizi, zajedno sa svojom suprugom i sinom. Njegov se sarkofag danas nalazi u Egipatskom muzeju u Kairu. 